# Берта фон Сутнер
Берта фон Сутнер (Праг, 9. јун 1843 — Беч, 21. јун 1914) аустријска је књижевница и пацифисткиња. Залагала се за мир у свету. У Аустрији је 1891. године основала Друштво пријатеља мира. Од 1894 — 1900. године издавала је пацифистички часопис Доле оружје. Главна књижевна дела су јој: Доле оружје (роман 1899), Рат и мир, Песма умрлом, Мемоари (1909) и друга. Као књижевница и предавач била је перјаница мировног покрета који је почетком 20. века захватио цео свет. За разлику од општих друштвених кретања у то доба, она се непоколебљиво борила против националног фанатизма, агресивних парола ратних хушкача, говора мржње и антисемитизма.
Добитница је Нобелове награде за мир 1905. године, чиме је постала прва жена добитница овог престижног признања и друга у историји која је добила Нобелову награду (пре ње добила ју је само Марија Кири 1903. за физику). Лик Берте фон Сутнер се налази на аустријској кованици од 2 евра. Штавише, била је пријатељица Алфреда Нобела и управо она га је инспирисала да у свој тестамент уведе и награду за мир.

## Биографија
Берта фон Сутнер је рођена у Прагу 1843. године у аристократској породици Кински, као грофица Берта Кински фон Вхиниц и Тетау. Отац јој је умро пре њеног рођења, а са мајком је мало тога имала заједничко. Заједно су путовале по Европи све док мајка није прокоцкала и последњи новац. Тада је Берта одлучила да крене својим путем. Желела је да се бави оперским певањем, али јој је ужасна трема онемогућавала јавни наступ. 
Пошто није успела да започне певачку каријеру, у Бечу се запослила као гувернанте ћеркама барона Фон Сутнера. Барон је имао старијег сина Артура (Arthur Gundaccar von Suttner) и двоје младих се заљубило једно у друго. Пошто је сматрао да Берта није добра прилика за његовог сина, барон је 1876. године шаље у Париз да буде секретарица Алфреда Нобела. Међутим, после само неколико месеци Берта напушта посао и враћа се у Беч како би се у тајности удала за Артура. Артурова породица није одобравала овај брак, а како је Берта била пријатељица са Екатерином Чавчавадзе-Дадијани њих двоје одлазе на Кавказ. У Грузији проводе девет година. Живели су у Зугдидију и Кутаисију, а затим у Тбилисију. Издржавали су се несигурним приходима до којих су долазили држећи часове страних језика и музике, а касније пишући есеје, кратке приче и друге текстова за новине. Током овог периода Берта фон Сутнер написала је неколико књижевних дела: поетски опис заједничког живота са Артуром Es Löwos, четири романа и своју прву озбиљну књигу Inventarium einer Seele (Инвентар душе), у којој је изложила своје мисли и идеје о ономе што су она и њен муж читали заједно, посебно у делима еволуционистичких аутора као што су Чарлс Дарвин и Херберт Спенсер, што је укључивало и концепт друштва које би постигло напредак кроз постизање мира.
После девет година проведених у изолацији враћају се за Аустрију, где је Берта фон Сутнер написала већину својих књига, укључујући и бројне романе. Њихов живот је био оријентисан готово искључиво на књижевност све док преко пријатеља нису сазнали за Међународно друштво за мир, основано у Лондону са циљем да се установи арбитражни суд за решавање међународних сукоба и направи програм за разоружање и друге сличне организације у Европи.
Тада почиње њена каријера пацифисткиње којој је остала верна до краја живота. Након мужевљеве смрти 1902. године одлучила је да настави њихову заједничку мисију. Остала је активна готово до самог краја. У августу 1913, већ болесна, говорила је на Међународном мировном конгресу у Хагу. У мају 1914. укључила се у припреме 21. мировног конгреса, планираног да се одржи те године у септембру у Бечу, али је болест брзо напредовала. Умрла је 21. јуна, два месеца пре избијања Првог светског рата на који је упозоравала и против којег се борила. Према неким изворима, њене последње речи биле су: „Положите оружје! Преносите поруку!“ У складу са њеним жељама, кремирана је у Готи, где је, у колумбаријуму тамошњег гробља, положен њен пепео. Постојали су планови да јој се подигне споменик, али их је избијање рата омело.

## Пацифистичко деловање
Вративши се у Аустрију, после девет година проведених на Кавказу, Берта и Артур фон Сутнер преко пријатеља сазнају за Међународну арбитражну и мировну асоцијацију у Лондону и  слична удружења широм Европе чији је циљ залагање за арбитражу и мир уместо оружане силе, што обоје прихватају као идеал. Берта тада пише своје друго озбиљно дело, књигу Век машина која је, када је објављена почетком 1889. године, изазвала много полемике. Критикујући кроз књигу многе аспекте тог времена, ауторка је била је међу првима који су предвидели резултате претераног национализма и наоружавања. На корицама књиге је уместо имена аутора писало „Неко“.
Желећи да узме учешће у мировним деловањима, Берта 1887. године почиње да пише књигу Доле оружје у којој описује терор рата из перспективе жене. Роман је објављен две године касније, 1889. Уместо хероизма и славе, она описује разарање, уништавање и лишавање права на живот. Нико до тада, а поготово не жена, није на тај начин описао сву бруталност рата. Ову књигу потписала је пуним именом и презименом, али је неколико издавача одбило да је објави. Када је најзад издата одмах је распродата, а убрзо су изашла нова издања на свим европским језицима. Од тада она све своје време и енергију посвећује миру. Пише о томе, говори о томе, присуствује мировним састанцима и међународним конгресима, помаже да се оформе мировне групе, подучава и промовише мир на све начине.
Године 1891. помогла је у формирању Венецијанске мировне групе. Убрзо затим присуствовала је првом међународном мировном конгресу у Риму, чиме је постала прва жена која је јавно говорила на римском Капитолу. Том приликом приметила је да је њена трема од јавног наступа потпуно ишчезла. Исте године основала је Аустријско друштво за мир, чији је председник остала до краја живота и покренула фонд за оснивање Бернског мировног бироа. Следеће, 1892. године је са Алфредом Фридом покренула је мировни часопис Доле оружје (Die Waffen Nieder, као наслов њене књиге) и у њему редовно писала о актуелним догађајима. Заједно са супругом Артуром фон Сутнером напорно је радила да добије подршку за Царски манифест и Хашку мировну конференцију 1899, организујући јавне састанке, формирајући комитете, држећи предавања. Извештаје о самој Конференцији слала је гласилима различитих земаља, а следеће године писала је чланке и иницирала састанке како би популарисала идеју о Сталном арбитражном суду који је основала Конференција. 
После мужевљеве смрти 1902. године одлучила је да настави њихов заједнички посао. Иако се повукла у пензију, наставила је са својим мировним мисијама, које су често укључивале напорне турнеје. Већ 1904. учествовала је на Међународном мировном конгресу у Бостону. Наставила је да пише, али само у циљу пропагирања мира. До 1905. године, када је добила Нобелову награду за мир, сматрали су је, заједно са Фредериком Пасијем, вођом мировног покрета. У годинама које су уследиле играла је истакнуту улогу у Комитету енглеско-немачког пријатељства формираном на мировном конгресу 1905. Упозоравала је све који су хтели да је слушају о опасностима милитаризације Кине и употребе авијације у борбама. Предавањима, чланцима и интервјуима доприносила је Међународном клубу који је основан на Хашкој мировној конференцији 1907. Говорила је на Мировном конгресу у Лондону 1908. Све време је пропагирала јединство европских земаља и заступала став да је уједињење једини начин да се спречи светска катастрофа која је надолазила.
На последњу велику турнеју ишла је 1912. године, када је имала скоро седамдесет година. То је била њена друга турнеја по Сједињеним Америчким Државама, током које је причала о организацијама, скуповима и миру. На овој турнеји је, са шачицом других идеалиста, утрла пут оснивању Друштва народа, каснијих Уједињених нација. Следеће године, иако већ болесна, говорила је на Међународном мировном конгресу у Хагу, где је добила почасну титулу „генералисимуса“ мировног покрета. У мају 1914. заинтересовала се за припреме 21. Мировног конгреса у Бечу, планираног за септембар, али ју је болест савладала. Умрла је 21. јуна 1914, два месеца пре избијања Великог рата на који је упозоравала и против којег се борила.
Берта је веровала да је мир по природи нормално стање, а да је рат последица људске глупости:
| „                  | Све док људи буду тежили томе да имају моћ једни над другима, да би задовољили своје интересе на штету других, биће рата. А рат је институција наслеђена из доба варварства која би се морала укинути зарад цивилизације. | ” |
| — Берта фон Сутнер | |   |

## Нобелова награда за мир
Са Алфредом Нобелом, код кога је у младости радила као секретарица, остала је у контакту. Њена преписка са Нобелом имаће пресудан значај за обоје, али и за цео наредни 20 век. 1892. године њу и њеног мужа Артура, Нобел је позвао да га посете у Цириху. Разговарали су о миру у свету и начину како да се он успостави. Био је то одлучујући моменат који је допринео да се Нобел запита шта ће се десити са његовим богатством када умре и како он лично може да помогне свету. Берта му је обећала да ће га обавештавати о напретку мировног покрета и покушати да га убеди у његову ефикасност. Већ у јануару следеће године писао је Берти како је одлучио да тестаментом остави део богатства мушкарцу или жени који својим залагањем буду допринели да Европа учини корак ка идеји мира. Тиме је на неки начин Берта фон Сутнер инспирисала самог Нобела да међу награде уврсти и Награду за мир. Његов тестамент 1896. године показао је да је успела у својим напорима.
Нобел је умро 1896. године, сам како је и живео, а прва награда за мир додељена је 1901. године. Берта фон Сутнер ју је добила 1905. године, „за њену смелост да се супротстави ратним страхотама”, како пише у образложењу награде.

## Сећање
Њено име данас носе многе улице, тргови и школе. Лик Берте фон Сутнер се налази на аустријској кованици од 2 евра, на јубиларној поштанској марки и кованици од 10 еура, објављеним у Немачкој 2005. године, поводом 100 година од када је добила Нобелову награду, као и на грузијској јубиларној поштанској марки из 2020. О пријатељству Берте фон Сутнер и Алфреда Нобела 2014. је снимљен филм Мадам Нобел (пун наслов Eine Liebe für den Frieden - Bertha von Suttner und Alfred Nobel).
- Биста Берте фон Сутнер у Палати мира у Хагу
- Пешачки мост у Брну који носи име Берте фон Сутнер
- Јубиларна поштанска марка из Немачке (2005)
- Јубиларна поштанска марка из Грузије (2020)
- Школски брод Берта фон Сутнер